# Под чужим именем (фильм, 1990)
«Под чужим именем» (англ. False Identity) — кинофильм.

## Сюжет
Рэйчел Ру случайно находит на распродаже домашних вещей медаль «Пурпурное сердце». Пытаясь выяснить, кому она принадлежала в прошлом, Рэйчел обнаруживает, что это медаль Харлана Эрриксона, без вести пропавшего брата одного из самых известных людей в городе.

## В ролях
- Стейси Кич — Харлан Эрриксон
- Женевьев Бюжо — Рэйчел Ру
- Тобин Белл — Маршалл Эрриксон
- Вероника Картрайт — Вера Эрриксон
- Кимберли Бек — Синди Роджер